# Instrument kapitałowy
Instrument kapitałowy – rozumie się przez to kontrakty, z których wynika prawo do majątku jednostki, pozostałego po zaspokojeniu lub zabezpieczeniu wszystkich wierzycieli, a także zobowiązanie się jednostki do wyemitowania lub dostarczenia własnych instrumentów kapitałowych, a w szczególności udziały, opcje na akcje własne lub warranty.